# Reichlingia
Reichlingia is een geslacht van spinnen uit de familie van de vogelspinnen (Theraphosidae).

## Soorten
Het geslacht kent de volgende soort:
- Reichlingia annae (Reichling, 1997)
  - =[4] Acanthopelma annae Reichling, 1997[5]